# デブラ・ミセリー
デブラ・アン・ミセリー（Debra Ann Miceli、1964年2月9日 - ）は、イタリアのミラノ生まれ、アメリカ合衆国ミネソタ州ミネアポリス育ちの元女子プロレスラー。ギミック上ではミネアポリス出身とされていたこともある。
アメリカと日本で活躍し、アランドラ・ブレイズ（Alundra Blayze）、メデューサ（Madusa）などのリングネームで知られる。

## 来歴
リック・ルード、カート・ヘニング、ニキタ・コロフ、バリー・ダーソウ、ジョン・ノード、トム・ジンクなどを輩出したミネアポリスのロビンズデイル高校を卒業後、ロード・ウォリアーズのトレーナーとして知られるエディ・シャーキーのジムでプロレスを学び、1984年にAWAにてメデューサ・ミセリーのリングネームでデビュー。AWAではケビン・ケリー&ニック・キニスキーのマネージャーを担当する一方、女子王者のシェリー・マーテルと抗争を展開。1987年12月27日にはシェリーのWWF移籍で空位となったAWA女子王座の争奪トーナメントに出場、決勝でキャンディ・デバインを破りチャンピオンとなった。
その後、1989年から1991年にかけて来日し、全日本女子プロレスを主戦場に活動する（後述）。
1991年、ポール・E・デンジャラスリー率いるヒール軍団、デンジャラス・アライアンスの一員としてWCWに登場。ルード、アーン・アンダーソン、ラリー・ズビスコ、ボビー・イートン、"スタニング" スティーブ・オースチンらと共闘した。1992年8月にはルードのマネージャーとして新日本プロレスのG1 CLIMAXに来日している。
1993年にWWFへ移籍。アランドラ・ブレイズのリングネームでベビーフェイスとして売り出される。WWFではルナ・バション、ブル中野、バーサ・フェイと抗争を繰り広げるなど女子戦線で活躍したが、WWF女子王座戴冠中の1995年にWCWへ再移籍。リングネームをメデューサに戻し、『WCWマンデー・ナイトロ』内にてWWF女子王座のベルトをゴミ箱へ捨てるパフォーマンスを敢行した（この出来事はマンデー・ナイト・ウォーズを激化させ、後のモントリオール事件の伏線ともなっている）。
WCWではシスター・シェリーや北斗晶と抗争。1997年6月のグレート・アメリカン・バッシュでの北斗戦を最後に離脱するが、1999年よりランディ・サベージのマネージャー役でカムバックする。12月19日開催のスターケードではエヴァン・カレイジャスを破り、女性で史上初めてWCWクルーザー級王座を獲得した。また、WCWパワープラントの教官も務め、トリー・ウィルソンらのトレーニングを行った。
2015年3月2日、WWE『RAW』にてWWE殿堂に迎えられることが発表された。同月28日にカリフォルニア州サンノゼのSAPセンター・アット・サンノゼにて行われた式典では、ナタリヤがインダクターを務めた。

### 日本での活動
1989年にクラッシュギャルズの長与千種のライバルとして全日本女子プロレスに来日。初戦で長与を破り、IWA世界女子王座を奪取。長与の引退式が行われた横浜アリーナにて開催された『レッスル・マリンピアード89』ではライオネス飛鳥と統一グローバル王座決定戦を行い敗れるが、その後日本に定着。飛鳥引退後は、全日本女子プロレス初の外国人エースとして活躍。後にヒールに転向して、アジャ・コングを中心とするジャングル・ジャックの一員としても活動した。全日本女子プロレスとの契約終了後はアメリカに戻り、前述の通りWCWおよびWWFに登場した。
この間、1991年8月にジャパン女子プロレスのシリーズに1度だけ参戦。団体対抗戦が行われていなかった当時、「全日本女子で活躍したメデューサがジャパン女子のリングに上がる」という出来事にファンは注目した。
1994年11月、全日本女子プロレスの東京ドーム興行にアランドラ・ブレイズ名義で久し振りに参戦し、ブル中野とWWF女子王座を賭けて対戦した。これが現役選手としての最後の来日であり、それ以降は日本のどの団体にも出場していない。
2015年8月23日、スターダムUSAコミッショナー就任とともに21年ぶりに来日。9月23日に後楽園ホールで開催された『STARDOM 5★STAR GP』優勝決定戦に立会人として来場し、中野との再会も果たした。

### モータースポーツでの活動

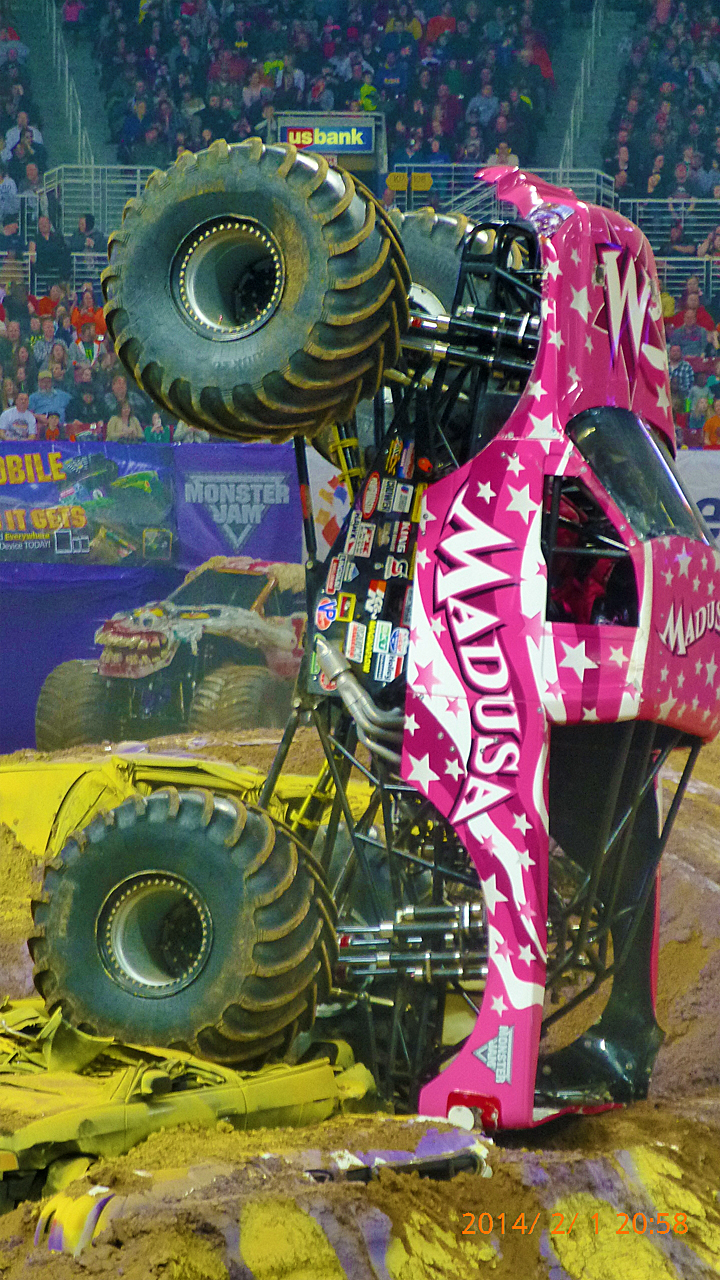
エドワード・ジョーンズ・ドームでの "Monster Jam" 大会における、ミセリーのモンスタートラック『メデューサ』（2014年）

2001年のWCW崩壊後、前述の経緯もありWWFへ移籍はできず、そのままプロレスラーを引退。以降は地元のフロリダに在住しモンスタートラック競技に取り組んでいる。2004年のMonster Jam World Finals のフリースタイル部門では三人の同時優勝者の中の一人となり、2005年3月には女子選手として初めてMonster Jam World Finalsのレーシング部門で優勝した。2006年3月、モンスタートラック競技のLive Nationチームから解雇されたが、2009年から再びMonster Jamに復帰している。

## 獲得タイトル
AWA
- AWA女子王座 : 1回[3]

WWF / WWE
- WWF女子王座 : 3回[15]
- 24/7王座 : 1回
- WWE殿堂 : 2015年度[4]

WCW
- WCWクルーザー級王座 : 1回[7]

IWCCW
- IWCCW女子王座 : 1回

全日本女子プロレス
- IWA世界女子王座 : 2回
- タッグリーグ・ザ・ベスト優勝 : 1回